# Hôtel Tassel
Hôtel Tassel je městský dům postavený Victorem Hortou v Bruselu pro belgického vědce a profesora Emila Tassela v letech 1893–1894. Budova je umístěna na ulici Rue Paul-Emile Janson/Jansonstraat č.6.
Hôtel Tassel byl v roce 2000 spolu s dalšími třemi městskými domy v Bruselu (Hôtel Solvay, Hôtel van Eetvelde a Dům & Ateliér V. Horty) zapsán do Seznamu světového dědictví UNESCO.

## Autor stavby
Victor Horta se narodil v Gentu, 6. ledna v roce 1861. Byl to světově uznávaný belgický secesní architekt. Během sedmi let se věnoval studiu architektury a hledání nového architektonického výrazu. Victor Horta je jedním z prvních architektů, kteří při stavbě rodinných domů začali používat železo. Konstrukce, kterým je přiznán jasně viditelný systém spojování a nýtování dílů, jsou na každém kroku a do detailů propracované. Do té doby bylo možné setkat s touto technologií výstavby jen u průmyslových a hospodářských staveb.

## Renovace plánu-plochy
První změnou bylo to, že v domě odstranil klasické rozmístění chodeb a místností. Dominantní schodiště je umístěno ve středu budovy a slouží jako pojivo mezi všemi částmi domu. Toto rozvržení vytváří plynulý dojem z prostor, které jsou navzájem otevřené a tím vzniká novodobá koncepce půdorysu. Použití hladkého zdiva, výraznou soklovou zónou a korunními římsami se průčelí domu nenásilně včlenilo do okolní zástavby. Dokonce i provedení vypouklého arkýře jen zdrženlivě naznačuje hledání nového spojení ornamentu a konstrukce.

## Prvořadost zvlněných linií
Téměř celý dům je oslavou zvlněných tvarů, které pocházejí z rostlinné říše. Inspirace v přírodě je čitelná různými druhy lián, „zvlněné biče” se prolínají v imaginárním pohybu. V bujných křivkách na ně harmonicky navazují a prodlužují jejich detaily zábradlí u schodiště, sloupky ba i trámy a jiné kovové části. Tytéž rostlinné motivy se plazí po mozaikové dlažbě a šplhají na malbu stěn.
Úzké stavební parcely v Bruselu si vyžádaly potřebu uměle rozšiřovat interiér budov. Horta vyřešil tento problem tak, že do domu umístil velká zasklená okna, kterými proudilo světlo na všechna patra. Tím se ještě více umocnila vertikální linie domu. Do nekonečna rozšiřují interiér i zrcadla osazená přímo proti sobě.
V období kdy inženýři hledali technické řešení, využíval Horta všechny architektonické možnosti oceli. Použita byla dokonce i jako dekorační prvek.
Výstavbou tohoto domu se dostavila konkrétní odpověď na otázky týkající se celistvosti umění. Stavba podtrhuje vztah mezi konstrukcí, materiálem a ornamentem. Architekt se tak stal inženýrem, dekoratérem i bytovým architektem či koloristou současně v jedné osobě.